# Lijst van voetbalinterlands Benin - Gabon
Deze lijst van voetbalinterlands is een overzicht van alle officiële voetbalwedstrijden tussen de nationale teams van Benin en Gabon. De landen speelden tot op heden tien keer tegen elkaar. De eerste ontmoeting was een kwalificatiewedstrijd voor de Afrika Cup 1994 op 11 april 1993 in Libreville. Het laatste duel, een vriendschappelijke wedstrijd, werd gespeeld in Lissabon (Portugal) op 11 oktober 2020.

## Wedstrijden
| №  | Plaats     | Datum             | Competitie                   | Wedstrijd     | Uitslag |
| -- | ---------- | ----------------- | ---------------------------- | ------------- | ------- |
| 1  | Libreville | 11 april 1993     | Afrika Cup 1994 kwalificatie | Gabon − Benin | 2 − 0   |
| 2  | Cotonou    | 25 juli 1993      | Afrika Cup 1994 kwalificatie | Benin − Gabon | 1 − 2   |
| 3  | Libreville | 2 april 1995      | Vriendschappelijk            | Gabon − Benin | 7 − 0   |
| 4  | Cotonou    | 22 december 1996  | Vriendschappelijk            | Benin − Gabon | 3 − 3   |
| 5  | Algiers    | 26 september 2003 | Vriendschappelijk            | Gabon − Benin | 4 − 0   |
| 6  | Libreville | 3 oktober 2004    | Vriendschappelijk            | Gabon − Benin | 2 − 0   |
| 7  | Colombes   | 21 augustus 2007  | Vriendschappelijk            | Benin − Gabon | 2 − 2   |
| 8  | Dieppe     | 11 augustus 2009  | Vriendschappelijk            | Benin − Gabon | 1 − 1   |
| 9  | Mallemort  | 10 oktober 2017   | Vriendschappelijk            | Gabon − Benin | 0 − 1   |
| 10 | Lissabon   | 11 oktober 2020   | Vriendschappelijk            | Gabon − Benin | 0 − 2   |

## Samenvatting
| Competitie              | Totaal gespeeld | Winst Benin | Gelijk | Winst Gabon | Doelsaldo Benin – Gabon |
| ----------------------- | --------------- | ----------- | ------ | ----------- | ----------------------- |
| Afrika Cup-kwalificatie | 2               | 0           | 0      | 2           | 1 − 4                   |
| Vriendschappelijk       | 8               | 2           | 3      | 3           | 9 − 19                  |
| Totaal                  | 10              | 2           | 3      | 5           | 10 − 23                 |

Wedstrijden bepaald door strafschoppen worden, in lijn met de FIFA, als een gelijkspel gerekend.
FBF · 
Benins vrouwenelftal · Olympisch elftal
Algerije ·
Angola ·
Burkina Faso ·
Burundi ·
Congo-Brazzaville ·
Congo-Kinshasa ·
Egypte ·
Equatoriaal-Guinea ·
Ethiopië ·
Gabon ·
Gambia ·
Ghana ·
Guinee ·
Guinee-Bissau ·
Ivoorkust ·
Kameroen ·
Lesotho ·
Liberia ·
Libië ·
Madagaskar ·
Malawi ·
Mali ·
Marokko ·
Mauritanië ·
Mozambique ·
Namibië ·
Niger ·
Nigeria ·
Oeganda ·
Oman ·
Rwanda ·
Sao Tomé en Principe ·
Senegal ·
Sierra Leone ·
Soedan ·
Tanzania ·
Togo ·
Tsjaad ·
Tunesië ·
Verenigde Arabische Emiraten ·
Zambia ·
Zimbabwe ·
Zuid-Afrika ·
Zuid-Soedan
FGF · A-internationals · Selecties · Bondscoaches · Olympisch elftal · Gabonees vrouwenelftal
1960 – 1969 ·
1970 – 1979 ·
1980 – 1989 ·
1990 – 1999 ·
2000 – 2009 ·
2010 – 2019 ·
2020 − 2029
1960 · 
1961 · 
1962 · 
1963 · 
1964 ·
1965 · 
1966 · 
1967 · 
1968 ·
1969 · 
1970 · 
1971 · 
1972 · 
1973 ·
1974 ·
1975 ·
1976 · 
1977 · 
1978 · 
1979 · 
1980 · 
1981 · 
1982 · 
1983 · 
1984 · 
1985 · 
1986 · 
1987 · 
1988 · 
1989 · 
1990 · 
1991 · 
1992 · 
1993 · 
1994 · 
1995 · 
1996 · 
1997 · 
1998 · 
1999 · 
2000 · 
2001 · 
2002 · 
2003 · 
2004 · 
2005 · 
2006 · 
2007 · 
2008 · 
2009 · 
2010 · 
2011 · 
2012 · 
2013 · 
2014 ·
2015 ·
2016 ·
2017 ·
2018 ·
2019 ·
2020 ·
2021 ·
2022 ·
2023
Algerije ·
Andorra ·
Angola ·
België ·
Benin ·
Botswana ·
Brazilië ·
Burkina Faso ·
Burundi ·
Centraal-Afrikaanse Republiek ·
Comoren ·
Congo-Brazzaville ·
Congo-Kinshasa ·
Egypte ·
Equatoriaal-Guinea ·
Gambia ·
Ghana ·
Guinee ·
Guinee-Bissau ·
Ivoorkust ·
Kaapverdië ·
Kameroen ·
Kenia ·
Lesotho ·
Libanon ·
Liberia ·
Libië ·
Madagaskar ·
Malawi ·
Mali ·
Malta ·
Marokko ·
Mauritanië ·
Mauritius ·
Mozambique ·
Namibië ·
Niger ·
Nigeria ·
Oeganda ·
Oman ·
Portugal ·
Rwanda ·
Sao Tomé en Principe ·
Saoedi-Arabië ·
Senegal ·
Seychellen ·
Sierra Leone ·
Soedan ·
Swaziland ·
Tanzania ·
Thailand ·
Togo ·
Tsjaad ·
Tunesië ·
Verenigde Arabische Emiraten ·
Wit-Rusland ·
Zambia ·
Zimbabwe ·
Zuid-Afrika ·
Zuid-Soedan